# 武韬
武韬（1940年11月13日—2023年1月8日），男，北京人，中华人民共和国外交官。

## 生平
1965年，进入中华人民共和国外交部工作。1993年，担任中华人民共和国驻葡萄牙大使。1994年，担任外交部部长助理。1999年，担任中华人民共和国驻俄罗斯大使（副部级）。2001年至2003年，担任中华人民共和国驻澳大利亚大使。2023年6月，任第十屆全國政協委員。
2023年1月8日，因嚴重特殊傳染性肺炎病逝。

## 荣誉

### 外国勋章奖章
- 恩里克王子大十字勋章（葡萄牙语：Ordem do Infante D. Henrique）（葡萄牙，1996年1月16日公布[6]）